# PSA World Tour 2017/18
Die PSA World Tour 2017/18 umfasste alle Squashturniere der Herren-Saison 2017/18 der PSA World Tour. Sie begann am 1. August 2017 und endete am 31. Juli 2018. Die nach dem Monat sortierte Übersicht zeigt den Ort des Turniers an, dessen Namen, das ausgeschüttete Gesamtpreisgeld, sowie den Sieger des Turniers. In der abschließenden Tabelle werden sämtliche Turniersieger nach der Menge ihrer Titel aufgelistet. Dabei ist es nicht relevant, welche Wertigkeit die vom Spieler gewonnenen Turniere besaßen, auch wenn eine entsprechende Erfassung erfolgt.
In der Saison 2017/18 fanden insgesamt 146 Turniere statt. Das Gesamtpreisgeld betrug 3.800.000 US-Dollar. Die meisten Titel gewann der Weltranglistenführende Mohamed Elshorbagy mit acht Turniersiegen, darunter auch den des Weltmeisters. Erfolgreichste Nation auf der Tour war Ägypten, dessen Spieler insgesamt 26 Titel gewannen.

## Tourinformationen

### Anzahl nach Turnierserie
| Turnierserie | WM 1 | WS 2 | PSA 100 3 | PSA 70 | PSA 50 | PSA 35 | PSA 25 | PSA 15 4 | PSA 10 | PSA 5 |
| ------------ | ---- | ---- | --------- | ------ | ------ | ------ | ------ | -------- | ------ | ----- |
| Anzahl       | 1    | 8    | 5         | 2      | 6      | 3      | 9      | 9        | 34     | 69    |
| Gesamt       | 1    | 8    | 25        | 25     | 25     | 25     | 25     | 112      | 112    | 112   |

## Turnierplan

### August
| Datum         | Ort        | Turnier                                       | Preisgeld | Sieger            |
| ------------- | ---------- | --------------------------------------------- | --------- | ----------------- |
| 17.08.–20.08. | Bendigo    | City of Greater Bendigo International 2017    | $ 5.000   | Joshua Larkin     |
| 24.08.–27.08. | Shepparton | City of Greater Shepparton International 2017 | $ 5.000   | Joshua Larkin     |
| 25.08.–27.08. | Helsinki   | Suez Helsinki Summer Challenger 2017          | $ 5.000   | Baptiste Masotti  |
| 31.08.–03.09. | Bega       | Tarra Volkswagen Bega Open 2017               | $ 5.000   | Dimitri Steinmann |
| 31.08.–03.09. | Shanghai   | J.P. Morgan China Squash Open 2017            | $ 100.000 | Ramy Ashour       |

### September
| Datum         | Ort             | Turnier                                     | Preisgeld | Sieger              |
| ------------- | --------------- | ------------------------------------------- | --------- | ------------------- |
| 06.09.–08.09. | Kuala Lumpur    | Malaysian Squash Tour X 2017                | $ 5.000   | Harinder Pal Sandhu |
| 06.09.–09.09. | Hongkong        | HKFC International 2017                     | $ 25.000  | Leo Au              |
| 06.09.–10.09. | Nantes          | Open International de Squash de Nantes 2017 | $ 25.000  | Grégoire Marche     |
| 08.09.–10.09. | Coffs Harbour   | North Coast Open 2017                       | $ 5.000   | Dimitri Steinmann   |
| 14.09.–17.09. | Santa Fe        | Kiva Club Open 2017                         | $ 5.000   | Eric Gálvez         |
| 15.09.–17.09. | Sydney          | NSW Squash Open Championships 2017          | $ 5.000   | Amaad Fareed        |
| 20.09.–22.09. | Kuala Lumpur    | Malaysian Squash Tour XI 2017               | $ 5.000   | Mohd Syafiq Kamal   |
| 20.09.–23.09. | London          | Nash Cup 2017                               | $ 15.000  | Tom Richards        |
| 20.09.–23.09. | Charlottesville | Harrow Sports Charlottesville Open 2017     | $ 25.000  | Nicolas Müller      |
| 21.09.–24.09. | Brasilia        | 10a Copa Inob de Squash 2017                | $ 5.000   | Auguste Dussourd    |
| 21.09.–24.09. | Macau           | Macau Open 2017                             | $ 50.000  | Mohamed Abouelghar  |
| 26.09.–30.09. | San Francisco   | Oracle Netsuite Open 2017                   | $ 100.000 | Mohamed Elshorbagy  |
| 27.09.–30.09. | Barcelona       | Barcelona Squash Open 2017                  | $ 5.000   | Iker Pajares        |
| 28.09.–01.10. | Amsterdam       | DPD Open 2017                               | $ 25.000  | Adrian Waller       |

### Oktober
| Datum         | Ort                 | Turnier                                               | Preisgeld | Sieger                 |
| ------------- | ------------------- | ----------------------------------------------------- | --------- | ---------------------- |
| 05.10.–07.10. | Abu Dhabi           | ISC UNB 5th UAE Open Squash Championships 2017        | $ 5.000   | Edmon López            |
| 07.10.–14.10. | Philadelphia        | U.S. Open Squash Championships 2017                   | $ 165.000 | Ali Farag              |
| 11.10.–14.10. | Niagara-on-the-Lake | Performance Auto Group White Oaks Court Classics 2017 | $ 10.000  | Zac Alexander          |
| 18.10.–21.10. | Kuala Lumpur        | Ohana Malaysian Open 2017                             | $ 25.000  | Leo Au                 |
| 18.10.–22.10. | Weybridge           | Channel VAS Championships at St George’s Hill 2017    | $ 100.000 | Mohamed Elshorbagy     |
| 19.10.–22.10. | Gold Coast          | Q Squash Ltd Queensland Open 2017                     | $ 5.000   | Rex Hedrick            |
| 19.10.–22.10. | Cochabamba          | Tour de las Americas – Cochabamba Bolivia Open 2017   | $ 5.000   | Leonel Cárdenas        |
| 19.10.–22.10. | Chicago             | Lifetime Chicago Open 2017                            | $ 25.000  | César Salazar          |
| 19.10.–22.10. | Valencia            | PSA Valencia 2017                                     | $ 10.000  | Jan Van den Herrewegen |
| 25.10.–28.10. | Cleveland           | Cleveland Skating Club Open 2017                      | $ 10.000  | Mohamed Elsherbini     |
| 27.10.–29.10. | Cairns              | Pacific Toyota Cairns Squash International 2017       | $ 5.000   | Lau Tsz-Kwan           |
| 29.10.–03.11. | Doha                | Qatar Classic 2017                                    | $ 165.000 | Mohamed Elshorbagy     |
| 30.10.–04.11. | Guatemala-Stadt     | Guatemala Open 2017                                   | $ 5.000   | Sébastien Bonmalais    |

### November
| Datum         | Ort              | Turnier                                                            | Preisgeld | Sieger                 |
| ------------- | ---------------- | ------------------------------------------------------------------ | --------- | ---------------------- |
| 01.11.–04.11. | Baltimore        | Meadow Mill Athletic Club 25th Anniversary Celebration 2017        | $ 5.000   | Christopher Binnie     |
| 02.11.–05.11. | Urmia            | Iran Squash Federation Peace and Friendship Cup 2017               | $ 5.000   | Sajad Zareian          |
| 03.11.–05.11. | Château-Arnoux   | 5th Open Squash Provence Chateau-Arnoux 2017                       | $ 5.000   | Auguste Dussourd       |
| 07.11.–10.11. | Mumbai           | JSW Indian Squash Circuit CCI International 2017                   | $ 50.000  | Saurav Ghosal          |
| 09.11.–12.11. | Niort            | Open International Niort Venise Verte 2017                         | $ 10.000  | Ben Coleman            |
| 09.11.–12.11. | Kelowna          | Tree Brewing Kelowna Open 2017                                     | $ 5.000   | Eric Gálvez            |
| 14.11.–18.11. | Darwin           | Australian Open 2017                                               | $ 10.000  | Eain Yow Ng            |
| 14.11.–19.11. | Hongkong         | Cathay Pacific Airway & Sun Hung Kai Financial Hong Kong Open 2017 | $ 165.000 | Mohamed Elshorbagy     |
| 15.11.–18.11. | Sarnia           | Simon Warder Memorial Prostate Cancer Tournament 2017              | $ 5.000   | Ashley Davies          |
| 16.11.–19.11. | Saskatoon        | Saskatoon International Movember Boast 2017                        | $ 10.000  | Peter Creed            |
| 17.11.–19.11. | Cluj-Napoca      | Romanian Open 2017                                                 | $ 5.000   | Bernat Jaume           |
| 22.11.–25.11. | Sutton Coldfield | Aston and Fincher Sutton Coldfield International 2017              | $ 5.000   | Jan Van den Herrewegen |
| 22.11.–26.11. | Bratislava       | IMET PSA Open 2017                                                 | $ 10.000  | Edmon López            |
| 24.11.–28.11. | Doha             | Qatar Circuit No 4 2017                                            | $ 15.000  | Abdulla Mohd Al Tamimi |
| 29.11.–02.12. | Saint Paul       | Securian Open 2017                                                 | $ 10.000  | Jesús Camacho          |
| 29.11.–02.12. | Berlin           | Airport XMas Challenger 2017                                       | $ 5.000   | Auguste Dussourd       |
| 30.11.–03.12. | London           | London Open 2017                                                   | $ 15.000  | Declan James           |

### Dezember
| Datum         | Ort        | Turnier                                              | Preisgeld | Sieger              |
| ------------- | ---------- | ---------------------------------------------------- | --------- | ------------------- |
| 07.12.–10.12. | Boca Raton | Lifetime Florida Open 2017                           | $ 10.000  | Jesús Camacho       |
| 07.12.–10.12. | Singapur   | Oncocare Singapore Squash Open 2017                  | $ 5.000   | Ramit Tandon        |
| 08.12.–10.12. | Grimsby    | Ocean Blue Logistics Grimsby & Cleethorpes Open 2017 | $ 5.000   | Victor Crouin       |
| 10.12.–17.12. | Manchester | Squash-Weltmeisterschaft 2017                        | $ 325.000 | Mohamed Elshorbagy  |
| 12.12.–15.12. | Teheran    | I. R. Iran Navy Squash Open 2017                     | $ 10.000  | Asim Khan           |
| 14.12.–17.12. | Prag       | Prague Open 2017                                     | $ 5.000   | Mohammad Al Sarraj  |
| 14.12.–17.12. | Riccione   | Internazionali D’Italia 2017                         | $ 5.000   | Benjamin Aubert     |
| 15.12.–18.12. | Boston     | Equinox Open 2017                                    | $ 5.000   | Chris Hanson        |
| 17.12.–20.12. | Kuwait     | KSF Open 2017                                        | $ 5.000   | Abdullah Al Muzayen |
| 19.12.–22.12. | Arak       | Amir Kabir Cup 2017                                  | $ 5.000   | Navid Maleksabet    |
| 19.12.–23.12. | Islamabad  | Pakistan Open Men’s Squash Championships 2017        | $ 50.000  | Marwan Elshorbagy   |
| 22.12.–26.12. | Doha       | Qatar Circuit No 5 2017                              | $ 15.000  | Iker Pajares        |

### Januar
| Datum         | Ort           | Turnier                                        | Preisgeld | Sieger              |
| ------------- | ------------- | ---------------------------------------------- | --------- | ------------------- |
| 16.01.–19.01. | Kuala Lumpur  | Malaysian Squash Tour I 2018                   | $ 5.000   | Asim Khan           |
| 18.01.–25.01. | New York City | J. P. Morgan Tournament of Champions 2018      | $ 165.000 | Simon Rösner        |
| 24.01.–27.01. | Kuala Lumpur  | Malaysian Squash Tour II 2018                  | $ 5.000   | Asim Khan           |
| 25.01.–28.01. | Calgary       | Linear Logistics Bankers Hall Club Pro-Am 2018 | $ 10.000  | George Parker       |
| 25.01.–28.01. | Pittsburgh    | Three Rivers Capital Pittsburgh Open 2018      | $ 25.000  | Max Lee             |
| 30.01.–02.02. | Doha          | Qatar Circuit No.6 2018                        | $ 5.000   | Abdullah Al Muzayen |
| 31.01.–02.02. | Kuala Lumpur  | Malaysian Squash Tour III 2018                 | $ 5.000   | Mohd Syafiq Kamal   |

### Februar
| Datum         | Ort              | Turnier                                         | Preisgeld | Sieger             |
| ------------- | ---------------- | ----------------------------------------------- | --------- | ------------------ |
| 01.02.–04.02. | Mikkeli          | Savcor Finnish Open 2018                        | $ 10.000  | Olli Tuominen      |
| 01.02.–04.02. | Bloomfield Hills | Suburban Collection Motor City Open 2018        | $ 70.000  | Marwan Elshorbagy  |
| 01.02.–04.02. | Medicine Hat     | Ralph’s Steakhouse & Bar Medicine Hat Open 2018 | $ 10.000  | Youssef Soliman    |
| 02.02.–05.02. | Philadelphia     | E.M. Noll Classic 2018                          | $ 5.000   | Lyell Fuller       |
| 07.02.–10.02. | Kuala Lumpur     | Malaysian Squash Tour IV 2018                   | $ 5.000   | Tang Ming-Hong     |
| 08.02.–11.02. | Atlanta          | 20th Atlanta Open 2018                          | $ 10.000  | Vikram Malhotra    |
| 08.02.–11.02. | Linköping        | UCS Swedish Open 2018                           | $ 70.000  | Ali Farag          |
| 08.02.–11.02. | Mumbai           | Vedanta Indian Squash Open 2018                 | $ 35.000  | Saurav Ghosal      |
| 12.02.–15.02. | Toronto          | Canada Squash Cup 2018                          | $ 50.000  | Max Lee            |
| 15.02.–18.02. | Southampton      | Hampshire Open 2018                             | $ 5.000   | Mohammad Al Sarraj |
| 21.02.–24.02. | Toronto          | Guilfoyle Financial PSA Squash Classic 2018     | $ 5.000   | Daniel Mekbib      |
| 21.02.–24.02. | Road Town        | British Virgin Islands Squash Championship 2018 | $ 5.000   | Christopher Gordon |
| 22.02.–25.02. | Calgary          | Mount Royal University Open 2018                | $ 5.000   | Michael McCue      |
| 22.02.–28.02. | Chicago          | Windy City Open 2018                            | $ 250.000 | Mohamed Elshorbagy |
| 27.02.–02.03. | Hamilton         | Bermuda Open 2018                               | $ 5.000   | Angus Gillams      |
| 28.02.–02.03. | Kuala Lumpur     | Malaysian Squash Tour V 2018                    | $ 5.000   | Tayyab Aslam       |
| 28.02.–03.03. | Montreal         | Montreal Open 2018                              | $ 25.000  | Borja Golán        |

### März
| Datum         | Ort          | Turnier                                         | Preisgeld | Sieger               |
| ------------- | ------------ | ----------------------------------------------- | --------- | -------------------- |
| 01.03.–04.03. | Herzlia      | Israel Herzliya Open 2018                       | $ 5.000   | Bernat Jaume         |
| 05.03.–09.03. | London       | 15th Canary Wharf Classic 2018                  | $ 100.000 | Mohamed Elshorbagy   |
| 06.03.–09.03. | Kuala Lumpur | Malaysian Squash Tour VI 2018                   | $ 10.000  | Abdullah Al Muzayen  |
| 07.03.–10.03. | Toronto      | The Carter Classic 2018                         | $ 10.000  | Charles Sharpes      |
| 08.03.–11.03. | Hongkong     | Contrex Challenge Cup 2018                      | $ 5.000   | Carlos Cornes        |
| 08.03.–11.03. | Aberdeen     | Trace Oil & Gas North of Scotland Open 2018     | $ 10.000  | George Parker        |
| 14.03.–16.03. | Kuala Lumpur | Malaysian Squash Tour VII 2018                  | $ 5.000   | Shehab Essam         |
| 14.03.–17.03. | Skellefteå   | Cronimet Open 2018                              | $ 5.000   | Edmon López          |
| 14.03.–18.03. | Zürich       | Grasshopper Cup 2018                            | $ 100.000 | Ramy Ashour          |
| 15.03.–18.03. | Seynod       | Annecy PSA Open 2018                            | $ 10.000  | Mohamed Elsherbini   |
| 15.03.–18.03. | Winnipeg     | Manitoba Open 2018                              | $ 15.000  | Mohd Nafiizwan Adnan |
| 16.03.–18.03. | Sydney       | Pure Blonde Elanora Open 2018                   | $ 5.000   | Carlos Cornes        |
| 20.03.–23.03. | London       | The Wimbledon Club Squash Squared Open 2018     | $ 35.000  | Mathieu Castagnet    |
| 21.03.–24.03. | Lagos        | Lagos International Squash Classic 2018         | $ 15.000  | Karim El Hammamy     |
| 22.03.–25.03. | Lethbridge   | Scotiamcleod Charlton & Hill Squash Pro-Am 2018 | $ 10.000  | Leonel Cárdenas      |
| 23.03.–25.03. | Moskau       | Subotnik PSA Open 2018                          | $ 5.000   | Reiko Peter          |
| 29.03.–01.04. | Macau        | Macau Open 2018                                 | $ 50.000  | Yip Tsz-Fung         |

### April
| Datum         | Ort                | Turnier                                                    | Preisgeld | Sieger               |
| ------------- | ------------------ | ---------------------------------------------------------- | --------- | -------------------- |
| 05.04.–08.04. | Charlottetown      | Vogue Optical Atlantic Squash Championships 2018           | $ 5.000   | Chris Hanson         |
| 12.04.–15.04. | Rochester          | Hazlow Electronics Rochester Proam 2018                    | $ 5.000   | Mario Yáñez          |
| 17.04.–20.04. | Johannesburg       | Assore Balwin Gauteng Open 2018                            | $ 5.000   | Jean-Pierre Brits    |
| 18.04.–21.04. | Galway             | Garavan’s West of Ireland Open 2018                        | $ 10.000  | George Parker        |
| 18.04.–21.04. | Guatemala-Stadt    | Guatemala 5k Open 2018                                     | $ 5.000   | Josué Enríquez       |
| 19.04.–22.04. | Madison            | Madison Open 2018                                          | $ 5.000   | Velavan Senthilkumar |
| 20.04.–27.04. | el-Guna            | El Gouna International 2018                                | $ 165.000 | Marwan Elshorbagy    |
| 24.04.–27.04. | Kapstadt           | Keith Grainger Memorial UCT Open Squash Championships 2018 | $ 5.000   | Martin Švec          |
| 25.04.–28.04. | Kriens             | Pilatus Indoors – Sekisui Open 2018                        | $ 10.000  | Edmon López          |
| 25.04.–28.04. | Dublin             | Irish Squash Open 2018                                     | $ 15.000  | Tom Richards         |
| 25.04.–28.04. | Villa La Angostura | Tour de las Americas – Villa La Angostura Open 2018        | $ 5.000   | Robertino Pezzota    |

### Mai
| Datum         | Ort                   | Turnier                                              | Preisgeld | Sieger                 |
| ------------- | --------------------- | ---------------------------------------------------- | --------- | ---------------------- |
| 02.05.–05.05. | Abu Dhabi             | Abu Dhabi Open 2018                                  | $ 10.000  | Ramit Tandon           |
| 02.05.–05.05. | Mar del Plata         | Tour de las Americas – Mar del Plata Open 2018       | $ 10.000  | Mostafa Asal           |
| 03.05.–06.05. | Canberra              | ACT Open 2018                                        | $ 10.000  | Rex Hedrick            |
| 03.05.–06.05. | Sandy Springs         | CAC Squash Open 2018                                 | $ 15.000  | Chris Hanson           |
| 03.05.–06.05. | New York City         | NY Squash The Hyder Trophy 2018                      | $ 5.000   | Alfredo Ávila          |
| 08.05.–12.05. | Lagos                 | Chamberlain Squash Open 2018                         | $ 25.000  | Zahed Mohamed          |
| 09.05.–12.05. | Cardiff               | Rhiwbina Welsh Open 2018                             | $ 10.000  | Richie Fallows         |
| 09.05.–12.05. | Darwin                | NT Open 2018                                         | $ 5.000   | Lau Tsz-Kwan           |
| 09.05.–12.05. | Warschau              | Hasta La Vista Open 2018                             | $ 5.000   | Victor Crouin          |
| 09.05.–12.05. | Resistencia           | Tour de las Americas – Regatas Resistencia Open 2018 | $ 10.000  | Mostafa Asal           |
| 10.05.–12.05. | Long Island           | Cityview Squash Open 2018                            | $ 5.000   | Aditya Jagtap          |
| 10.05.–13.05. | Islamabad             | PSF Pakistan Squash Circuit I 2018                   | $ 10.000  | Farhan Mehboob         |
| 15.05.–20.05. | Hull                  | Allam British Open 2018                              | $ 150.000 | Miguel Ángel Rodríguez |
| 16.05.–19.05. | Bishop’s Stortford    | Vitesse Stortford Classic 2018                       | $ 5.000   | Patrick Rooney         |
| 16.05.–19.05. | Asunción              | Tour de las Americas – Paraguay Open 2018            | $ 10.000  | Alfredo Ávila          |
| 23.05.–26.05. | Tring                 | Arnold Homes Tring Open 2018                         | $ 15.000  | Joel Makin             |
| 23.05.–26.05. | Santa Catarina Pinula | Sporta Guatemala XI Torneo Internacional PSA 2018    | $ 50.000  | Miguel Ángel Rodríguez |
| 24.05.–27.05. | São Paulo             | Tour de las Americas – Paineiras Open Brasil 2018    | $ 10.000  | Mostafa Asal           |
| 31.05.–03.06. | Kalgoorlie            | City of Kalgoorlie Boulder Golden Open 2018          | $ 5.000   | Addeen Idrakie         |

### Juni
| Datum         | Ort              | Turnier                                             | Preisgeld | Sieger             |
| ------------- | ---------------- | --------------------------------------------------- | --------- | ------------------ |
| 05.06.–09.06. | Dubai            | PSA World Series Finals 2017/18                     | $ 160.000 | Mohamed Elshorbagy |
| 06.06.–09.06. | Salzburg         | Austrian Open 2018                                  | $ 5.000   | Lyell Fuller       |
| 07.06.–10.06. | Palmerston North | Squashgym International Squash Classic 2018         | $ 10.000  | Ivan Yuen          |
| 20.06.–23.06. | Bridgetown       | BTMI Barbados Open 2018                             | $ 5.000   | Andrew Douglas     |
| 21.06.–24.06. | Invercargill     | ILT & Community Trust NZ Southern Open 2018         | $ 10.000  | Ivan Yuen          |
| 24.06.–27.06. | Jerewan          | Grand Sport Armenian M5 Challenger III 2018         | $ 5.000   | Youssef Ibrahim    |
| 21.06.–24.06. | Lahore           | SNGPL Pakistan International Squash Circuit II 2018 | $ 10.000  | Farhan Mehboob     |
| 28.06.–01.07. | Auckland         | Squash XL Open 2018                                 | $ 10.000  | Angus Gillams      |
| 29.06.–30.06. | Gibraltar        | Gibraltar Open 2018                                 | $ 5.000   | Aqeel Rehman       |

### Juli
| Datum         | Ort             | Turnier                                        | Preisgeld | Sieger                 |
| ------------- | --------------- | ---------------------------------------------- | --------- | ---------------------- |
| 04.07.–07.07. | Guatemala-Stadt | Guatemala 5k Open II 2018                      | $ 5.000   | Leonel Cárdenas        |
| 06.07.–08.07. | Adelaide        | South Australian Open 2018                     | $ 5.000   | Joshua Larkin          |
| 08.07.–11.07. | Karatschi       | Pakistan Squash Championships Circuit III 2018 | $ 10.000  | Tayyab Aslam           |
| 12.07.–15.07. | Bendigo         | City of Greater Bendigo International 2018     | $ 5.000   | Sean Conroy            |
| 19.07.–22.07. | Kuala Lumpur    | Malaysian Open 2018                            | $ 35.000  | Abdulla Mohd Al Tamimi |

## Turniersieger
| Platz | Spieler                | Siege | WM 1 | WS 2 | In 100 3 | In 70 | In 50 | In 35 | In 25 | Ch 15 5 | Ch 10 | Ch 5 |
| ----- | ---------------------- | ----- | ---- | ---- | -------- | ----- | ----- | ----- | ----- | ------- | ----- | ---- |
| 1.    | Mohamed Elshorbagy     | 8     | 1    | 4    | 3        |       |       |       |       |         |       |      |
| 2.    | Edmon López            | 4     |      |      |          |       |       |       |       |         | 2     | 2    |
| 3.    | Abdullah Al Muzayen    | 3     |      |      |          |       |       |       |       |         | 1     | 2    |
| 3.    | Mostafa Asal           | 3     |      |      |          |       |       |       |       |         | 3     |      |
| 3.    | Leonel Cárdenas        | 3     |      |      |          |       |       |       |       |         | 1     | 2    |
| 3.    | Auguste Dussourd       | 3     |      |      |          |       |       |       |       |         |       | 3    |
| 3.    | Marwan Elshorbagy      | 3     |      | 1    |          | 1     | 1     |       |       |         |       |      |
| 3.    | Chris Hanson           | 3     |      |      |          |       |       |       |       | 1       |       | 2    |
| 3.    | Asim Khan              | 3     |      |      |          |       |       |       |       |         | 1     | 2    |
| 3.    | Joshua Larkin          | 3     |      |      |          |       |       |       |       |         |       | 3    |
| 3.    | George Parker          | 3     |      |      |          |       |       |       |       |         | 3     |      |
| 12.   | Mohammad Al Sarraj     | 2     |      |      |          |       |       |       |       |         |       | 2    |
| 12.   | Ramy Ashour            | 2     |      |      | 2        |       |       |       |       |         |       |      |
| 12.   | Tayyab Aslam           | 2     |      |      |          |       |       |       |       |         | 1     | 1    |
| 12.   | Leo Au                 | 2     |      |      |          |       |       |       | 2     |         |       |      |
| 12.   | Alfredo Ávila          | 2     |      |      |          |       |       |       |       |         | 1     | 1    |
| 12.   | Jesús Camacho          | 2     |      |      |          |       |       |       |       |         | 2     |      |
| 12.   | Carlos Cornes          | 2     |      |      |          |       |       |       |       |         |       | 2    |
| 12.   | Victor Crouin          | 2     |      |      |          |       |       |       |       |         |       | 2    |
| 12.   | Mohamed Elsherbini     | 2     |      |      |          |       |       |       |       |         | 2     |      |
| 12.   | Ali Farag              | 2     |      | 1    |          | 1     |       |       |       |         |       |      |
| 12.   | Lyell Fuller           | 2     |      |      |          |       |       |       |       |         |       | 2    |
| 12.   | Eric Gálvez            | 2     |      |      |          |       |       |       |       |         |       | 2    |
| 12.   | Saurav Ghosal          | 2     |      |      |          |       | 1     | 1     |       |         |       |      |
| 12.   | Angus Gillams          | 2     |      |      |          |       |       |       |       |         | 1     | 1    |
| 12.   | Rex Hedrick            | 2     |      |      |          |       |       |       |       |         | 1     | 1    |
| 12.   | Bernat Jaume           | 2     |      |      |          |       |       |       |       |         |       | 2    |
| 12.   | Mohd Syafiq Kamal      | 2     |      |      |          |       |       |       |       |         |       | 2    |
| 12.   | Lau Tsz-Kwan           | 2     |      |      |          |       |       |       |       |         |       | 2    |
| 12.   | Max Lee                | 2     |      |      |          |       | 1     |       | 1     |         |       |      |
| 12.   | Farhan Mehboob         | 2     |      |      |          |       |       |       |       |         | 2     |      |
| 12.   | Iker Pajares           | 2     |      |      |          |       |       |       |       | 1       |       | 1    |
| 12.   | Tom Richards           | 2     |      |      |          |       |       |       |       | 2       |       |      |
| 12.   | Miguel Ángel Rodríguez | 2     |      | 1    |          |       | 1     |       |       |         |       |      |
| 12.   | Dimitri Steinmann      | 2     |      |      |          |       |       |       |       |         |       | 2    |
| 12.   | Abdulla Mohd Al Tamimi | 2     |      |      |          |       |       | 1     |       | 1       |       |      |
| 12.   | Ramit Tandon           | 2     |      |      |          |       |       |       |       |         | 1     | 1    |
| 12.   | Jan Van den Herrewegen | 2     |      |      |          |       |       |       |       |         | 1     | 1    |
| 12.   | Ivan Yuen              | 2     |      |      |          |       |       |       |       |         | 2     |      |
| 40.   | Mohamed Abouelghar     | 1     |      |      |          |       | 1     |       |       |         |       |      |
| 40.   | Mohd Nafiizwan Adnan   | 1     |      |      |          |       |       |       |       | 1       |       |      |
| 40.   | Zac Alexander          | 1     |      |      |          |       |       |       |       |         | 1     |      |
| 40.   | Benjamin Aubert        | 1     |      |      |          |       |       |       |       |         |       | 1    |
| 40.   | Christopher Binnie     | 1     |      |      |          |       |       |       |       |         |       | 1    |
| 40.   | Sébastien Bonmalais    | 1     |      |      |          |       |       |       |       |         |       | 1    |
| 40.   | Jean-Pierre Brits      | 1     |      |      |          |       |       |       |       |         |       | 1    |
| 40.   | Mathieu Castagnet      | 1     |      |      |          |       |       | 1     |       |         |       |      |
| 40.   | Ben Coleman            | 1     |      |      |          |       |       |       |       |         | 1     |      |
| 40.   | Sean Conroy            | 1     |      |      |          |       |       |       |       |         | 1     |      |
| 40.   | Peter Creed            | 1     |      |      |          |       |       |       |       |         | 1     |      |
| 40.   | Ashley Davies          | 1     |      |      |          |       |       |       |       |         |       | 1    |
| 40.   | Andrew Douglas         | 1     |      |      |          |       |       |       |       |         |       | 1    |
| 40.   | Karim El Hammamy       | 1     |      |      |          |       |       |       |       | 1       |       |      |
| 40.   | Josué Enríquez         | 1     |      |      |          |       |       |       |       |         |       | 1    |
| 40.   | Shehab Essam           | 1     |      |      |          |       |       |       |       |         |       | 1    |
| 40.   | Richie Fallows         | 1     |      |      |          |       |       |       |       |         | 1     |      |
| 40.   | Amaad Fareed           | 1     |      |      |          |       |       |       |       |         |       | 1    |
| 40.   | Borja Golán            | 1     |      |      |          |       |       |       | 1     |         |       |      |
| 40.   | Christopher Gordon     | 1     |      |      |          |       |       |       |       |         |       | 1    |
| 40.   | Youssef Ibrahim        | 1     |      |      |          |       |       |       |       |         |       | 1    |
| 40.   | Addeen Idrakie         | 1     |      |      |          |       |       |       |       |         |       | 1    |
| 40.   | Aditya Jagtap          | 1     |      |      |          |       |       |       |       |         |       | 1    |
| 40.   | Declan James           | 1     |      |      |          |       |       |       |       | 1       |       |      |
| 40.   | Joel Makin             | 1     |      |      |          |       |       |       |       | 1       |       |      |
| 40.   | Navid Maleksabet       | 1     |      |      |          |       |       |       |       |         |       | 1    |
| 40.   | Vikram Malhotra        | 1     |      |      |          |       |       |       |       |         | 1     |      |
| 40.   | Grégoire Marche        | 1     |      |      |          |       |       |       | 1     |         |       |      |
| 40.   | Baptiste Masotti       | 1     |      |      |          |       |       |       |       |         |       | 1    |
| 40.   | Michael McCue          | 1     |      |      |          |       |       |       |       |         |       | 1    |
| 40.   | Daniel Mekbib          | 1     |      |      |          |       |       |       |       |         |       | 1    |
| 40.   | Zahed Mohamed          | 1     |      |      |          |       |       |       | 1     |         |       |      |
| 40.   | Nicolas Müller         | 1     |      |      |          |       |       |       | 1     |         |       |      |
| 40.   | Eain Yow Ng            | 1     |      |      |          |       |       |       |       |         | 1     |      |
| 40.   | Harinder Pal Sandhu    | 1     |      |      |          |       |       |       |       |         |       | 1    |
| 40.   | Reiko Peter            | 1     |      |      |          |       |       |       |       |         |       | 1    |
| 40.   | Robertino Pezzota      | 1     |      |      |          |       |       |       |       |         |       | 1    |
| 40.   | Aqeel Rehman           | 1     |      |      |          |       |       |       |       |         |       | 1    |
| 40.   | Patrick Rooney         | 1     |      |      |          |       |       |       |       |         |       | 1    |
| 40.   | Simon Rösner           | 1     |      | 1    |          |       |       |       |       |         |       |      |
| 40.   | César Salazar          | 1     |      |      |          |       |       |       | 1     |         |       |      |
| 40.   | Velavan Senthilkumar   | 1     |      |      |          |       |       |       |       |         |       | 1    |
| 40.   | Charles Sharpes        | 1     |      |      |          |       |       |       |       |         | 1     |      |
| 40.   | Youssef Soliman        | 1     |      |      |          |       |       |       |       |         | 1     |      |
| 40.   | Martin Švec            | 1     |      |      |          |       |       |       |       |         |       | 1    |
| 40.   | Tang Ming-Hong         | 1     |      |      |          |       |       |       |       |         |       | 1    |
| 40.   | Olli Tuominen          | 1     |      |      |          |       |       |       |       |         | 1     |      |
| 40.   | Adrian Waller          | 1     |      |      |          |       |       |       | 1     |         |       |      |
| 40.   | Mario Yáñez            | 1     |      |      |          |       |       |       |       |         |       | 1    |
| 40.   | Yip Tsz-Fung           | 1     |      |      |          |       | 1     |       |       |         |       |      |
| 40.   | Sajad Zareian          | 1     |      |      |          |       |       |       |       |         |       | 1    |

 1 PSA Weltmeisterschaft

 2 PSA World Series

 3 PSA International

 4 PSA Challenger

## Nationenwertung
| Platz | Nation             | Siege | WM 1 | WS 2 | In 100 3 | In 70 | In 50 | In 35 | In 25 | Ch 15 5 | Ch 10 | Ch 5 |
| ----- | ------------------ | ----- | ---- | ---- | -------- | ----- | ----- | ----- | ----- | ------- | ----- | ---- |
| 1.    | Ägypten            | 26    | 1    | 6    | 5        | 2     | 2     |       | 1     | 1       | 6     | 2    |
| 2.    | England            | 16    |      |      |          |       |       |       | 1     | 3       | 7     | 5    |
| 3.    | Mexiko             | 11    |      |      |          |       |       |       | 1     |         | 4     | 6    |
| 3.    | Spanien            | 11    |      |      |          |       |       |       | 1     | 1       | 2     | 7    |
| 5.    | Frankreich         | 10    |      |      |          |       |       | 1     | 1     |         |       | 8    |
| 6.    | Hongkong           | 8     |      |      |          |       | 2     |       | 3     |         |       | 3    |
| 6.    | Indien             | 8     |      |      |          |       | 1     | 1     |       |         | 2     | 4    |
| 6.    | Pakistan           | 8     |      |      |          |       |       |       |       |         | 4     | 4    |
| 9.    | Malaysia           | 7     |      |      |          |       |       |       |       | 1       | 3     | 3    |
| 10.   | Australien         | 6     |      |      |          |       |       |       |       |         | 2     | 4    |
| 11.   | Vereinigte Staaten | 5     |      |      |          |       |       |       |       | 1       |       | 4    |
| 12.   | Schweiz            | 4     |      |      |          |       |       |       | 1     |         |       | 3    |
| 13.   | Kuwait             | 3     |      |      |          |       |       |       |       |         | 1     | 2    |
| 14.   | Belgien            | 2     |      |      |          |       |       |       |       |         | 1     | 1    |
| 14.   | Iran               | 2     |      |      |          |       |       |       |       |         |       | 2    |
| 14.   | Jordanien          | 2     |      |      |          |       |       |       |       |         |       | 2    |
| 14.   | Katar              | 2     |      |      |          |       |       | 1     |       | 1       |       |      |
| 14.   | Kolumbien          | 2     |      | 1    |          |       | 1     |       |       |         |       |      |
| 14.   | Tschechien         | 2     |      |      |          |       |       |       |       |         |       | 2    |
| 14.   | Wales              | 2     |      |      |          |       |       |       |       | 1       | 1     |      |
| 21.   | Argentinien        | 1     |      |      |          |       |       |       |       |         |       | 1    |
| 21.   | Deutschland        | 1     |      | 1    |          |       |       |       |       |         |       |      |
| 21.   | Finnland           | 1     |      |      |          |       |       |       |       |         | 1     |      |
| 21.   | Guatemala          | 1     |      |      |          |       |       |       |       |         |       | 1    |
| 21.   | Irland             | 1     |      |      |          |       |       |       |       |         |       | 1    |
| 21.   | Jamaika            | 1     |      |      |          |       |       |       |       |         |       | 1    |
| 21.   | Kanada             | 1     |      |      |          |       |       |       |       |         |       | 1    |
| 21.   | Österreich         | 1     |      |      |          |       |       |       |       |         |       | 1    |
| 21.   | Südafrika          | 1     |      |      |          |       |       |       |       |         |       | 1    |

 1 PSA Weltmeisterschaft

 2 PSA World Series

 3 PSA International

 4 PSA Challenger